# Neukubschütz

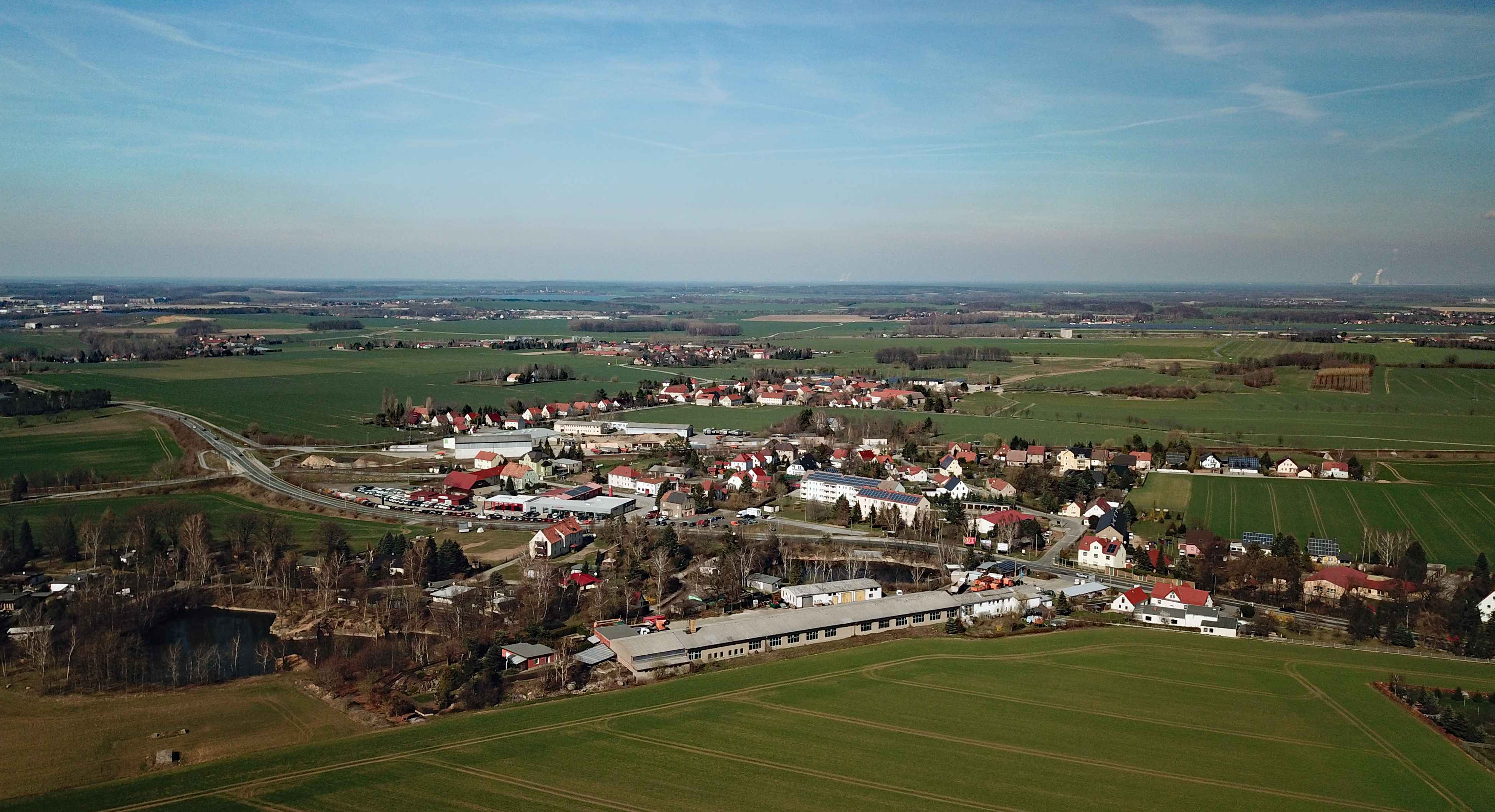
Luftbild von Kubschütz mit Neukubschütz im Vordergrund

Neukubschütz, obersorbisch Nowe Kubšicy, ist eine Ansiedlung in der Gemeinde Kubschütz in Sachsen. Es zählt zum offiziellen sorbischen Siedlungsgebiet in der Oberlausitz.

## Geographie
Die Ansiedlung liegt südlich von Kubschütz im Lößlehm-Hügelgebiet vor dem Czorneboh-Zug an der Bundesstraße 6 und der Eisenbahnstrecke Bautzen–Löbau.

## Geschichte
Südlich von Kubschütz befand sich bis zum Beginn des 19. Jahrhunderts an der Kleinen Görlitzer Straße die Schlieferschenke (obersorbisch Šlifarnje). Auf der Kuppe wurde in mehreren Steinbrüchen Granodiorit gewonnen. Um 1815 befanden sich bei der Schenke auch eine Schmiede und zwei Windmühlen. Die Bockwindmühle war eine Mahlmühle, die andere Windmühle diente zur Wasserhebung in den Steinbrüchen.
Nach dem Bau der neuen Chaussee von Bautzen nach Löbau wurde 1831 an dieser Straße die neue Schlieferschenke errichtet. 1846 entstand unweit der Schenke an der neuen Eisenbahnstrecke Bautzen–Löbau eine Haltestelle. Um diese bildete sich eine kleine Streusiedlung, die von den Kubschützer Bauern „Ziegenfauze“ genannt wurde. Zu Beginn des 20. Jahrhunderts wurde die Bockwindmühle stillgelegt und wenig später bei einem Sturm umgeworfen.
Der Steinbruchbetrieb mit etwa 30 Beschäftigten wurde nach dem Zweiten Weltkrieg aufgegeben. Bedingt durch seine Lage an der Fernverkehrsstraße 6 und der Eisenbahn wuchs Neukubschütz seit den 1950er Jahren stark an. In dem Ort entstanden eine Geflügelschlachterei und eine Elektrowerkstatt. Auf dem Steinbruchgelände wurden eine Reparaturwerkstatt und ein Sportplatz angelegt. Entlang der Verbindungsstraße nach Kubschütz entstanden Siedlungshäuser. Zu Beginn der 1970er Jahre lebten in Neukubschütz 240 Personen; damit war der Ort deutlich größer als Kubschütz geworden, das nur 180 Einwohner zählte. Zwischen 2004 und 2006 entstand südlich von Neukubschütz eine Ortsumfahrung der Bundesstraße 6. Neukubschütz war nie eigenständig, sondern immer ein Teil der Gemeinde Kubschütz.